# Csáky István (generális)
Csáky István (Adorján vára, 1570 – Medgyes, 1605. szeptember) erdélyi főúr, generális, Erdély főkapitánya, Báthory Zsigmond fejedelem udvarnoka. 1600. szeptember 18-án mint erdélyi főkapitány Miriszlónál megverte Mihály vajda seregét. 1601-ben a gyalogos hadak generálisa, a Mihály vajda ellenében elvesztett goroszlói ütközetben 1601. augusztus 3-án Székely Mózessel együtt Báthory Zsigmond hadainak vezére. Később a császár oldalára állt, 1605-ben Szádvárt és Sárost kapta adományul.

## Családja
A neves Csáky család, Zsigmond magyar király uralkodása alatt jutott jelentős hatalomhoz és vagyonhoz. Az 1420-as években az ország keleti felének váraiban uralkodtak.  A családot  már 1505-ben ott találjuk a született bárók sorában. Mivel birtokaik javarésze Erdélyben és a Partiumban voltak, így nem meglepetés hogy mindenkor az erdélyi fejedelmek támogatói voltak.
Apja Csáky László ahogy ma mondanánk jó házasságot kötött, azaz szerencsésen házasodott. Felesége Balassa Zsófia aki a nagy múltú Bebek család utolsó sarjának Bebek Zsófiának volt a leánya. Zsófia révén szerezték meg a Csákyak 1566-ban az erdélyi Almás várát a hozzá tartozó uradalommal együtt.

## Élete
A Csáky családfában Csáky (VII.) István néven tartják számon. Majd 24 éves koráig nem fordul elő neve a dokumentumokban. Életéről az első dokumentált adat, hogy kiművelten 1594-ben lett Báthory Zsigmond erdélyi fejedelemnek – akivel korban szinte azonos volt, csupán két évvel volt idősebb –  a hű embere. Rövid életében meghatározó szerepet játszott az akkor zajló hosszú vagy Tizenöt éves háború. A török elleni harcban szövetséget kötött egymással Báthory Zsigmond és Habsburg Rudolf császár, és egy alkalommal Csáky is elkísérte Prágába a fejedelmet.
1595 szeptemberében a fejedelem oldalán részt vett a havasalföldi hadjáratban a török ellen. A hadjáratban  a havasalföldi vajdát Vitéz Mihályt támogatták, aki ebben az évben a moldvai vajdával közösen csatlakozott a török ellenes szent koalícióhoz (Szent Liga) és ezért a török nagyvezír büntetésből indította ellene a támadást. A dokumentumok alapján többször felvetődött, hogy ténylegesen ki vezette a havasalföldi hadjáratot, Báthori Zsigmond vagy Bocskai István? A szűkszavú krónikák többnyire Báthorit említik fővezérként, aki mellett Bocskai csupán egyik vezér volt, de nem kizárt, hogy Báthory ekkor nevezte ki főkapitánnyá Bocskai Istvánt. Az erdélyi hadak létszáma, amely az udvari hadakból, a főúri, megyei bandériumokból és a városok zsoldosaiból állt össze és létszáma alig haladta meg a tízezer főt. A török Szinán pasa hadereje mintegy százezer fő körül mozgott, amelyből közel 50 000 fő számított katonaságnak, nagy volt az egyenlőtlenség a szemben álló felek erőviszonyai között. Egyetlen lehetőség kínálkozott a haderő növelésére a székelyek mozgósítása. Ezért a fejedelem megígérte a jól fegyverforgató székelyeknek a régi szabadságuk visszaállítását. Végül a Bocskai István és Vitéz Mihály által irányított közös haderő október végén Gyurgyevónál szétverték a nagyvezír csapatait.
Az 1598 októberi-novemberi országgyűlésen Csáky ellentétbe került Bocskaival, mert a  főispánokkal együtt a törökkel való megbékélés politikáját támogatta. Ekkor még Bocskai a Habsburgok politikáját támogatta a török ellenében. Amikor Báthory Zsigmond lemondott és átadta fejedelemséget Báthory Andrásnak, akkor az új uralkodó mellé állt. Ekkor már látható volt Mihály havasalföldi vajda pálfordulása, a háttérben Rudolf császárral titkos tárgyalást folytatott.
Csáky ekkor egy rövid időre félrevonult a politikától és feleségül vette Wesselényi Annát. Felesége Krakkóban született, hiszen apja Wesselényi Ferenc Báthory István lengyel király kincstárnoka volt. Csáky ekkor került jó viszonyba Rudolf császár nevében működő Mihály vajdával. Többször járt a vajda fényes udvarában, sőt Mihály közben járt Rudolfnál és 1600-ban új adományt kapott, így Egeres várát a hozzá tartozó 14 faluval együtt.
Mihály vajda önkényeskedései és veszedelmes tervei miatt az erdélyi nemesség jó része ellene fordult. Meggyőzték Csákyt is és a nemesi rendek Erdély főkapitányává választották. 1600. szeptember 18-án  Mihály vajdát legyőzte Miriszlónál és nagyon megnőtt a hatalmi súlya a mindössze 30 éves főkapitánynak. 1601-ben jelentős szerepe – tekintélyét latba vetette – volt, hogy az erdélyi országgyűlés Báthory Zsigmondot újra fejedelemmé választották. Ennek azonban volt egy nagyon súlyos következménye Giorgio Basta császári hadvezér az erdélyi rendek ellen fordult. 1601. augusztus 3-án Mihály vajdával együtt Goroszlónál megverte Báthory fejedelem seregét. Ez a vereség a fejedelem újbóli lemondásához vezetett.
Csáky ezután arra törekedett, hogy biztonságosabb magyarországi területre helyezze át birtokait. Ez 1603-ban sikerült megszerezni  Sáros megyében Sáros várát és Torna megyében elterülő Szádvárat. A család a Sáros várába költözött.
1603-ban született fiából, Istvánból tárnokmester lett. Másik fia, László az országbírói rangig emelkedett, két leánya közül Anna klarissza rendi, művelt apácaként ismert, 1604-ben született Krisztina leányáról csak annyit jegyez meg a genealógia, hogy hajadon maradt.
1605. február 21-én Bocskai Istvánt fejedelemmé választották és ekkor békült ki korábbi vetélytársával. Bocskai 1605 tavaszán nagyvonalúan elfogadta korábbi vetélytársának békülését ő is feledtetni akarta a korábbi ellenségeskedést és párthívei közé fogadta. Miután a szászok nem álltak Bocskai oldalán, felkérte Csákyt menjen Erdélybe és próbálja szövetségbe állítani őket.
A korabeli dokumentumok úgy fogalmaznak „1605 szeptemberében a Bocskait fejedelemmé beiktató Medgyesi országgyűlésre halva érkezett meg.” Ma is vitatott, hogy a fiatal ereje teljében lévő generálist lehet, hogy  megmérgezték. Miután a mérgezést senki sem tudta igazolni, ezért a mérgezés miatti váratlan haláleset feltételezése alaptalan.